# 2nd South Carolina String Band
Il 2nd South Carolina String Band è stato un gruppo di musica folk statunitense nato nel 1989 a Gettysburg, PA, Stati Uniti.

## Storia del gruppo
Il 2nd South Carolina String Band è stato un gruppo che ha  ricreato la musica popolare americana dal 1820 a 1860  con strumenti autentici e nello stile del periodo. Il gruppo  affermò di "eseguire la musica della Guerra Civile nel modo più autentico possibile... come veniva veramente suonata dai soldati della guerra civile americana".
Secondo il sito ufficiale della band, il gruppo si è formato nel mese di agosto 1989. Il gruppo era inizialmente composto da Joe Ewers, Fred Ewers, John Frayler, Dave Goss e Bob Beeman, che suonavano per puro divertimento una grande varietà di strumenti del XIX secolo, compreso banjo, castagnette, tamburo, violino, chitarra e tamburello. Hanno cominciato col suonare in modo non ufficiale durante le rievocazioni della guerra, poi hanno cominciato a suonare a balli e concerti. Nel 2019, la formazione era composta da otto membri, compresi suonatori di piffero, flauto e penny whistle.
Il 2nd South Carolina String Band ha pubblicato quattro album da studio tramite la Palmetto Productions e uno dal vivo. Il regista Ken Burns ha utilizzato la loro musica nei suoi documentari Mark Twain e Jazz. La band appare nel film Gods and Generals, diretto da Ronald F. Maxwell e la loro musica appare nella colonna sonora. Nel novembre del 2004, la band ha ricevuto il Stephen Collins Foster Award per la loro opera di conservazione della canzone americana del XIX secolo.
Hanno fatto parte del gruppo anche Marty Grody (piffero, tin whistle) e John Frayler (tamburo militare).
Nel 2019 il gruppo si è sciolto "principalmente a causa dell'età avanzata dei suoi membri".

## Formazione
- David Goss (chitarra, voce solista)
- Fred Ewers (violino, mandolino, chitarra, voce)
- Joe Ewers (banjo, voce)
- Bob Beeman (castagnette, tamburello, voce)
- Mike Paul (violino)
- Greg Hernandez (piffero, penny whistle)
- Joe Whitney (piffero, penny whistle, rullante militare)
- Tom DiGiuseppe (castagnette, tamburello, banjo, voce)

## Discografia

### Album
- 1997 – Southern Soldier
- 2001 – Hard Road
- 2002 – In High Cotton
- 2006 – Dulcem Melodies
- 2008 – Lightning in a Jar (live)

## Video
- Far, far from home (2000)